# Grenzen (boek)
Grenzen is een jeugdboek uit 2000 geschreven door Katrien Seynaeve.

## Verhaal
Het boek gaat over Steve Efran, een jongen die na zijn middelbare school in New York op familiebezoek gaat in Israël. Zijn beste vriendin Sue wil niet dat hij gaat, maar toch vertrekt hij omdat hij zijn familie wil terugzien na al die jaren. Hij ontmoet er Zachry Sabella, een Palestijnse jongen uit Jeruzalem, ze leren elkaar kennen in een land dat zowel door Joden als Palestijnen opgeëist wordt. De grenzen die gedurende vijftig jaar getekend en hertekend werden, kunnen ze niet veranderen.